# Blindia taylorii
Blindia taylorii là một loài rêu trong họ Seligeriaceae. Loài này được (Schwägr.) Hampe mô tả khoa học đầu tiên năm 1880.